# بابا سمين بابا نحيف

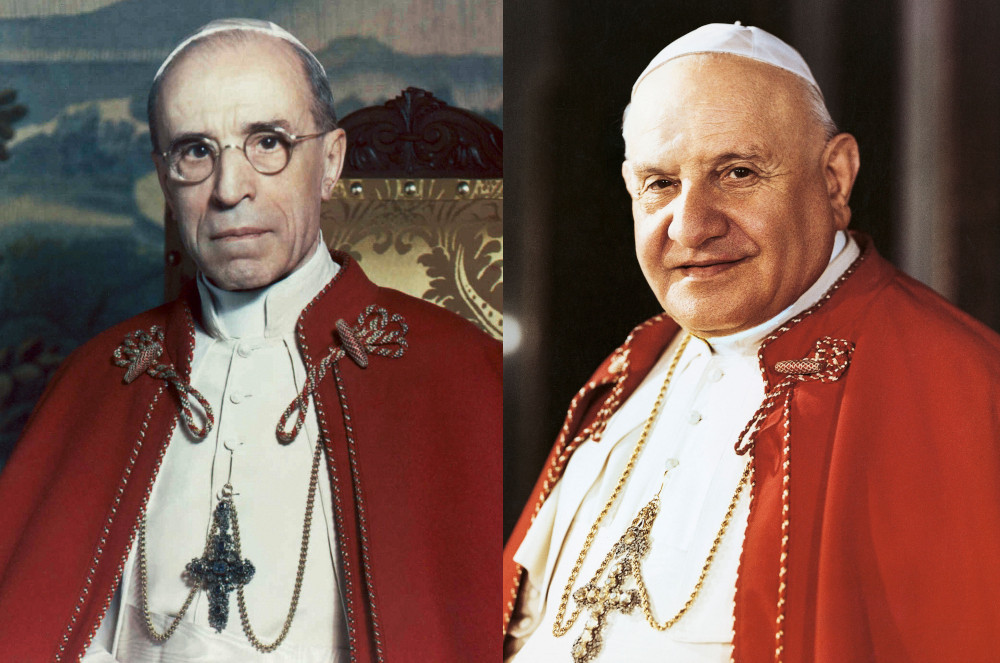
بيوس الثاني عشر ويوحنا الثالث والعشرون، الباباوات المتتاليون الذين اختلفوا في البنية والتركيزات اللاهوتية

"اتبع دائمًا البابا السمين بواحد نحيف" (الإيطالية: Fate sempre seguire un papa grasso a uno magro أو الإيطالية: A un papa grasso, ne segue uno magro)، ويُطلق عليها أيضًا " بابا سمين يتبع بابا نحيفًا "  وتُختصر "بابا سمين، بابا نحيف"،  وهو قول مأثور في الكنيسة الكاثوليكية يصف اتجاهًا متصورًا مفاده أن المجامع المغلقة تميل إلى موازنة البابا السابق بآخر له تأكيدات أيديولوجية مختلفة.

## العبارة
يصف المثل الإيطالي حول المجمعات البابوية ميلاً واضحاً لدى الناخبين الكرادلة لاختيار مرشح يوازن البابا السابق، كما لو كان يتبع تأرجح البندول.   عند اختيار خليفة، يُنظر إلى الكرادلة على أنهم يركزون على العيوب الملحوظة للبابا السابق، ويختارون مرشحًا يعالج تلك العيوب.  قد يتبع البابا "المقاتل" بابا أكثر ودية، وقد يتبع "السياسي" "الكاهن".   ويقال إن هذه الظاهرة لوحظت بشكل خاص في التاريخ بعد البابويات الطويلة بشكل خاص، عندما تكون الكنيسة مستعدة للتغيير.  

## الدقة
تميز عهد البابا بيوس التاسع بـ"عدم الثقة في الحداثة"، تبعه تركيز البابا ليون الثالث عشر على "إيمان أكثر نشاطًا"، والذي تبعه بدوره نضال البابا بيوس العاشر ضد الحداثة.  تبع البابا بيوس الثاني عشر "المتشدد" و"الأرستقراطي" البابا يوحنا الثالث والعشرون "الاجتماعي والبسيط على ما يبدو".  في التاريخ الحديث، كان يُنظر إلى البابا فرنسيس باعتباره بابا أكثر ميلاً إلى اليسار بعد البابا بندكت السادس عشر، الذي كان يُنظر إليه بدوره على أنه أكثر ميلاً إلى اليمين من البابا السابق يوحنا بولس الثاني. 
ومع ذلك، في مقال في مجلة كروكس، جادل جون إل. ألين جونيور حول مدى دقة هذا المثل، مشيرًا إلى أن البابا بيوس الحادي عشر واصل سياسات البابا بندكت الخامس عشر، وعلى نحو مماثل مع البابا بولس السادس والبابا يوحنا الثالث والعشرون.  كما اعتبر البعض أن بابوية بندكت السادس عشر كانت أكثر من مجرد تغيير،  ويُزعم أن الأساقفة اليساريين افترضوا أن خليفة يوحنا بولس الثاني سوف يتبع تأرجح البندول ليكون أكثر ليبرالية، وقد فوجئوا بانتخاب بندكت السادس عشر. 
كما لاحظ كريستوفر م. بيليتو أنه على الرغم من أن العبارة مجازية، إلا أنها كانت صحيحة حرفيًا في بعض الأحيان؛ فقد تبع البابا بيوس التاسع البدين البابا ليون الثالث عشر النحيف، وسبق البابا يوحنا الثالث والعشرون "المرح والضخم" البابا بيوس الثاني عشر "النحيل" وتبعه البابا بولس السادس "النحيف". 

## سياقات أخرى
وقد تم استخدام العبارة أيضًا لوصف نفس ظاهرة البندول التي تحدث بين رؤساء جامعة هارفارد، مع العلماء تشارلز ويليام إليوت وجيمس ب. كونانت إلى جانب الإنساني أ. لورانس لويل،  وفي الأنماط التنفيذية الرئاسية الأمريكية. 